# Satelliti passivi

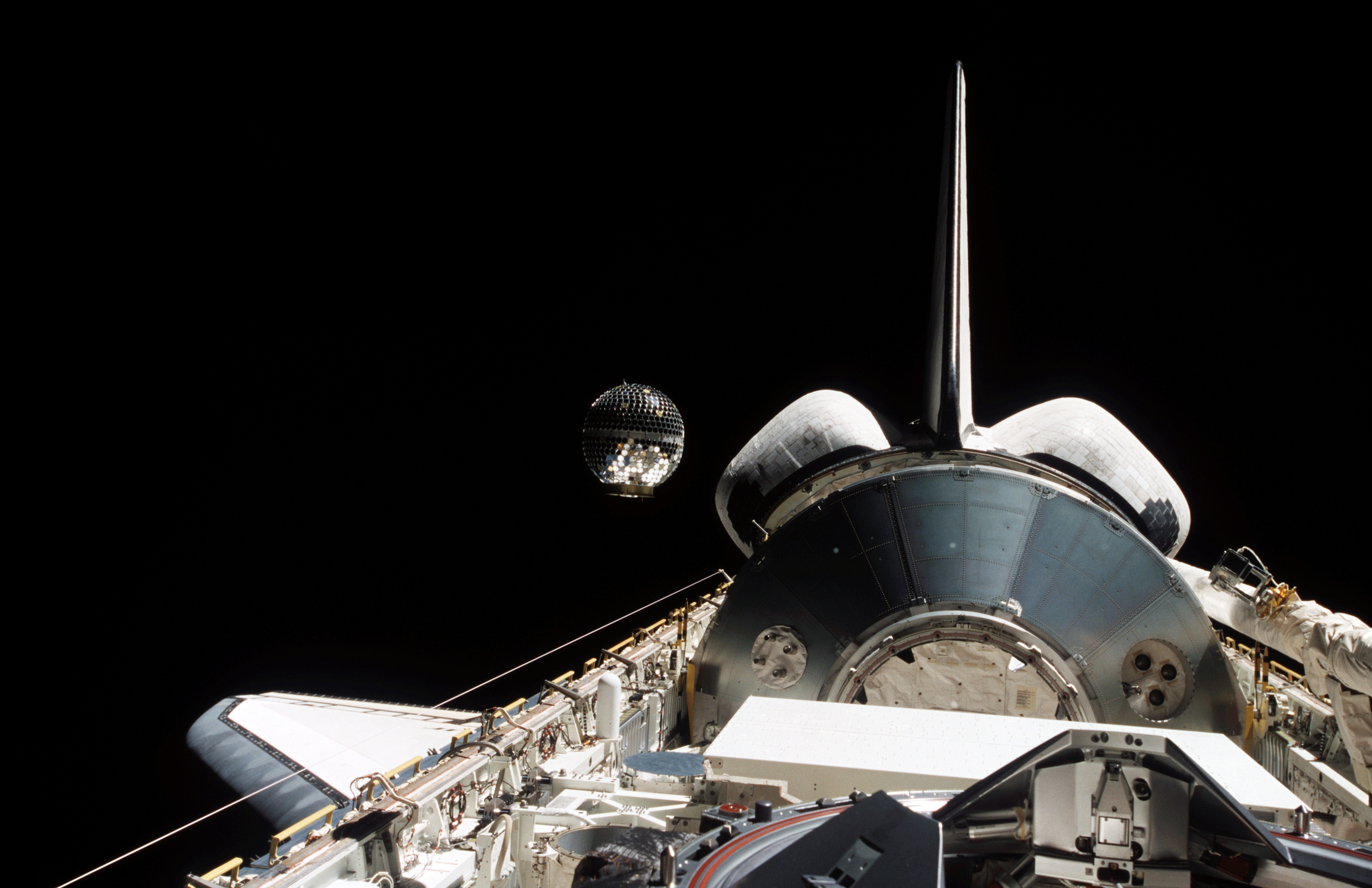
Starshine 2 schierato nello spazio dallo Space Shuttle Endeavour, 2001.

La seguente lista di satelliti passivi è un elenco di satelliti inerti o per lo più inerti, principalmente della Terra. Ciò include in genere vari satelliti di tipo riflettore utilizzati per geodesia e misurazioni atmosferiche.

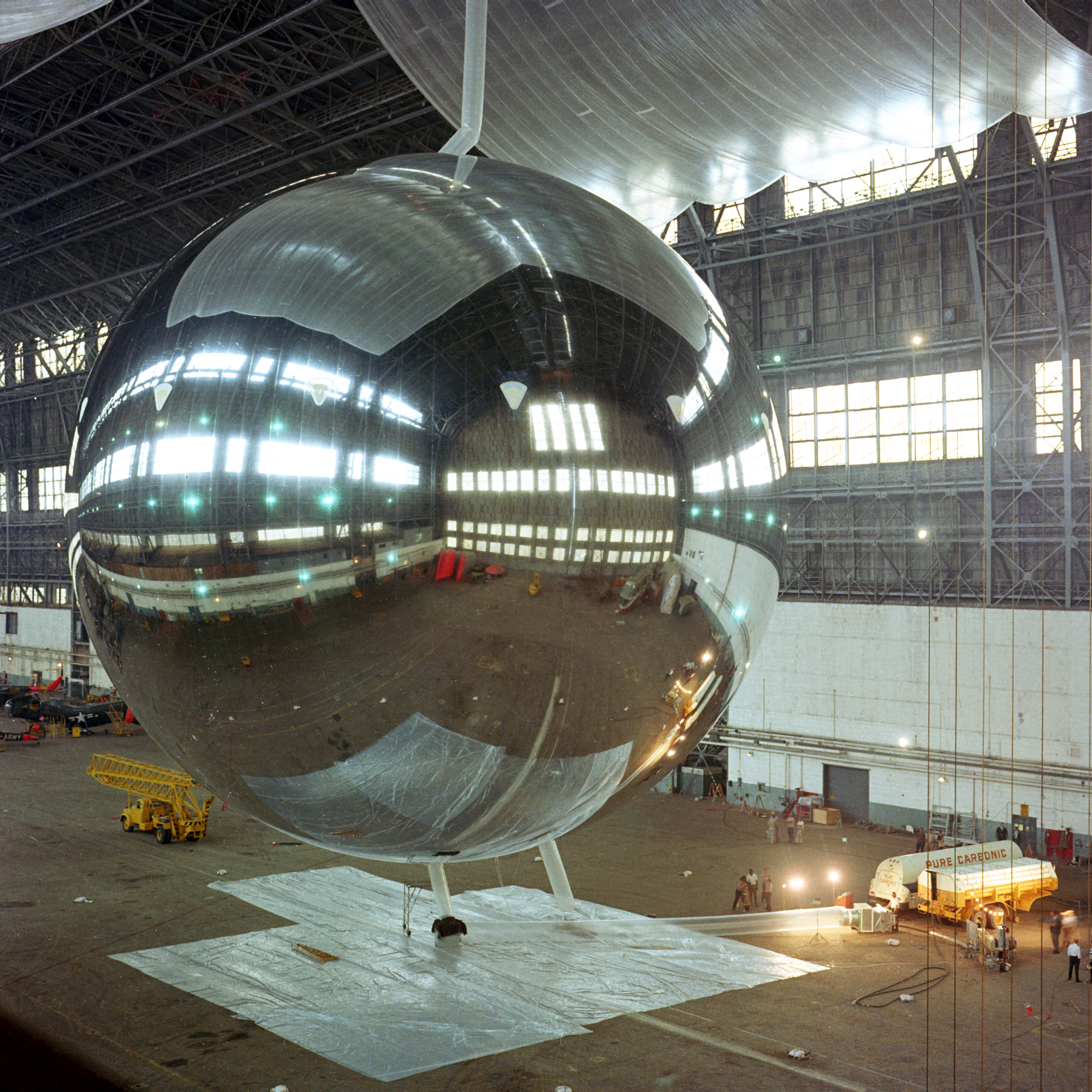
Test del PAGEOS.

## Satelliti passivi
- Ajisai - Experimental Geodetic Payload
- ATS-3
- ATS-6
- Beacon-C, Beacon Explorer C, BE-C, Explorer 27
- BLITS[1]
- Serie Calsphere[2]
  - Calsphere
  - Calsphere 1A
  - Calsphere 2
  - Calsphere 3
  - Calsphere 4
  - Calsphere 4A
  - Calsphere 5[3]
- CCE, Explorer 65
- DODGE
- Dragsphere 1[4]
- Dragsphere 2[4]
- Dynamics Explorer 1, Explorer 62
- ECHO 1
- ECHO 2
- Etalon[5]
  - Kosmos 1989
  - Kosmos 2024
- Explorer 9
- FUSE, Explorer 77
- FAST, Explorer 70
- GFZ-1[6]
- Humanity Star[7]
- IMAGE, Explorer 78
- LAGEOS
  - LAGEOS-1
  - LAGEOS-2 (vedi STS-52)
- LARES
- Larets[8][9]
- LCS-1[10]
- PAGEOS
- PAMS-STU (vedi STS-77)[11]
- Reflector[12]
- PasComSat
- Rigid Sphere 1 (AVL-802H)[13]
- Rigid Sphere 2[14]
- Sfera[15]
- SeaSat
- Solrad 8, Explorer 30
- Starshine
  - Starshine 1 (vedi STS-96)[16]
  - Starshine 2 (vedi STS-108)
- Starlette[17]
- Stella[18]
- TRAAC
- WESTPAC 1[19]